# Канадський футбол
Канадський футбол — популярний у Канаді різновид футболу, в якому дві команди з 12 гравців кожна намагаються занести овальний м'яч у залікове поле супротивника або забити його у встановлені на кінці поля ворота. У канадському футболі дозволяється грати руками й ногами.